# روئینگ در المپیک تابستانی ۱۹۲۴
رویینگ در بازی‌های المپیک تابستانی ۱۹۲۴ نام رویداد ورزش رویینگ در بازی‌های المپیک تابستانی بود که در سال ۱۹۲۴ برگزار شد.

## کشورهای شرکت کننده
در این مسابقات ۱۸۲ ورزشکار از ۱۴ کشور به رقابت با یک دیگر پرداختند.
- آرژانتین (۹)
- استرالیا (۱۰)
- بلژیک (۱۵)
- برزیل (۲)
- کانادا (۱۴)
- فرانسه (۲۳)
- بریتانیای کبیر (۲۱)
- مجارستان (۷)
- ایتالیا (۱۷)
- هلند (۱۷)
- لهستان (۶)
- اسپانیا (۱۰)
- سوئیس (۱۱)
- ایالات متحده آمریکا (۲۰)

## جدول مدال‌ها
| رتبه  | کشور                      | طلا | نقره | برنز | مجموع |
| ۱     | ایالات متحده آمریکا (USA) | ۲   | ۱    | ۲    | ۵     |
| ۲     | سوئیس (SUI)               | ۲   | ۰    | ۳    | ۵     |
| ۳     | بریتانیای کبیر (GBR)      | ۲   | ۰    | ۰    | ۲     |
| ۴     | هلند (NED)                | ۱   | ۰    | ۰    | ۱     |
| ۵     | فرانسه (FRA)              | ۰   | ۳    | ۰    | ۳     |
| ۶     | کانادا (CAN)              | ۰   | ۲    | ۰    | ۲     |
| ۷     | ایتالیا (ITA)             | ۰   | ۱    | ۱    | ۲     |
|       |                           |     |      |      |       |
| مجموع | مجموع                     | ۷   | ۷    | ۶    | ۲۰    |